# Emesis furor
Emesis furor är en fjärilsart som beskrevs av Butler och Druce 1872. Emesis furor ingår i släktet Emesis och familjen Riodinidae. Inga underarter finns listade i Catalogue of Life.